# 野村亮馬
野村 亮馬（のむら りょうま）は、日本の漫画家。2007年「WORKING ROBOTA」にて「アフタヌーン四季賞」2007冬の四季賞を受賞。
2008年より『月刊アフタヌーン』（講談社）において、『ベントラーベントラー』を連載した。

## 作品リスト
- WORKING ROBOTA （2007年、『月刊アフタヌーン』、講談社） - アフタヌーン四季賞 2007冬 四季賞受賞作。同誌2008年4月号付録
- ベントラーベントラー （『月刊アフタヌーン』 2008年8月号 - 2010年5月号）全3巻
- キヌ六 （『月刊アフタヌーン』 2013年8月号 - 2014年7月号）全2巻
- インコンニウスの城砦（自費出版、2017年1月）全1巻
- 第三惑星用心棒（自費出版、2018年7月 - ）既刊3巻